# Sol Invictus (együttes)
A Sol Invictus angol neofolk/gótikus rock/post-indusztriális együttes. 1987-ben alakultak Londonban. Tony Wakeford alapította, miután az előző együttese, az Above the Ruins feloszlott. Ő korábban a Death in June tagja volt.

## Történet
Wakeford "folk noir" névvel illeti a zenekar stílusát. Eleinte rideg, egyszerű post-punk hangzással rendelkeztek, később kifejlődött a hangzásviláguk. A kilencvenes években mellék-projekt is született, "L'Orchestre Noir" néven. A zenekar sokkal klasszikusabb ihletettségű hangzással rendelkezett. Saját lemezkiadó céggel rendelkezik, amelynek Tursa a neve. Mivel Tony Wakeford korábbi zenekara, az Above the Ruins egyik dala egy náci zenekarok dalainak válogatáslemezén szerepelt, illetve Wakeford maga tagja volt a Nemzeti Frontnak, így a Sol Invictus zenekart gyakran megvádolták azzal, hogy neofasiszta elveket képvisel. Tony Wakeford azonban kijelentette, hogy a Nemzeti Front tagjának lenni az egyik legrosszabb döntése volt és nagyon bánja ezt a tettét.
Maga a "Sol Invictus" név "meghódítatlan napot" jelent latinul, és a rómaiak napistene.

## Diszkográfia
- Against the Modern World (mini-LP, 1987)
- In the Jaws of the Serpent (mini-LP, 1989)
- Lex Talionis (1989)
- Fields (1989, kislemez a Current 93-vel és Nurse with Wounddal)
- Sol Veritas Lux (album, 1990)
- Abbatoirs of Love (kislemez, 1990)
- Lex Talionis (album, 1990)
- Trees in Winter (album, 1990)
- The Killing Tide (album, 1991)
- Death in June/Sol Invictus/Current 93 (koncertalbum, 1992)
- Looking for Europe (kislemez, 1992)
- The Lamp of the Invisible Light (1992)
- Somewhere in Europe/See the Doves Fall (kislemez, 1992)
- Let Us Prey (koncertalbum, 1992)
- King & Queen (album, 1992)
- The Death of the West (album, 1994)
- Black Europe (koncertalbum, 1994)
- In the Rain (album, 1995)
- The Blade (album, 1997)
- In Europa (koncertalbum, 1998)
- All Things Strange and Rare (válogatáslemez, 1998)
- In a Garden Green (album, 1999)
- Trieste (koncertalbum, 2000)
- The Hill of Crosses (album, 2000)
- Eve (kislemez, 2000)
- Brugge (koncertalbum, 2001)
- Thrones (album, 2002)
- The Giddy Whirls of Centuries (válogatáslemez, 2003)
- The Angel (válogatáslemez, 2004)
- The Devil's Steed (album, 2005)
- Walking in the Rain on the Ostrow Tumski (válogatáslemez, 2006)
- The Bad Luck Bird/Stella Maris (kislemez, 2010)
- The Cruellest Month (album, 2011)
- Once Upon a Time (album, 2014)
- Ghostly Whistlings (album, 2017)
- Necropolis (album, 2018)